# Eleições legislativas portuguesas de 1991 no distrito de Viseu
| Eleições legislativas portuguesas de 1991 Distritos: Aveiro \| Beja \| Braga \| Bragança \| Castelo Branco \| Coimbra \| Évora \| Faro \| Guarda \| Leiria \| Lisboa \| Portalegre \| Porto \| Santarém \| Setúbal \| Viana do Castelo \| Vila Real \| Viseu \| Açores \| Madeira \| Estrangeiro |

## Resultados por Concelho
Os resultados nos concelhos do Distrito de Viseu foram os seguintes:

### Armamar
| Partido                 | Partido                           | Votos | %               | +/-  |
| ----------------------- | --------------------------------- | ----- | --------------- | ---- |
|                         | Partido Social Democrata          | 3 147 | 70,48 / 100,00  | 1,71 |
|                         | Partido Socialista                | 669   | 14,98 / 100,00  | 4,59 |
|                         | Centro Democrático e Social       | 272   | 6,09 / 100,00   | 0,86 |
|                         | Coligação Democrática Unitária    | 136   | 3,05 / 100,00   | 1,43 |
|                         | Partido da Solidariedade Nacional | 71    | 1,59 / 100,00   | Novo |
|                         | Outros                            | 84    | 1,89 / 100,00   |      |
| Votos Inválidos         | Votos Inválidos                   | 86    | 1,93 / 100,00   | 0,78 |
| Total                   | Total                             | 4 465 | 100,00 / 100,00 |      |
| Eleitorado/Participação | Eleitorado/Participação           | 7 242 | 61,65 / 100,00  | 8,99 |

### Carregal do Sal
| Partido                 | Partido                           | Votos | %               | +/-  |
| ----------------------- | --------------------------------- | ----- | --------------- | ---- |
|                         | Partido Social Democrata          | 4 267 | 71,10 / 100,00  | 5,82 |
|                         | Partido Socialista                | 1 098 | 18,30 / 100,00  | 0,25 |
|                         | Centro Democrático e Social       | 236   | 3,93 / 100,00   | 1,17 |
|                         | Coligação Democrática Unitária    | 103   | 1,72 / 100,00   | 1,75 |
|                         | Partido da Solidariedade Nacional | 62    | 1,03 / 100,00   | Novo |
|                         | Outros                            | 105   | 1,75 / 100,00   |      |
| Votos Inválidos         | Votos Inválidos                   | 130   | 2,17 / 100,00   | 0,23 |
| Total                   | Total                             | 6 001 | 100,00 / 100,00 |      |
| Eleitorado/Participação | Eleitorado/Participação           | 9 319 | 64,40 / 100,00  | 1,71 |

### Castro Daire
| Partido                 | Partido                           | Votos  | %               | +/-  |
| ----------------------- | --------------------------------- | ------ | --------------- | ---- |
|                         | Partido Social Democrata          | 6 618  | 68,84 / 100,00  | 1,90 |
|                         | Partido Socialista                | 1 818  | 18,91 / 100,00  | 4,00 |
|                         | Centro Democrático e Social       | 559    | 5,82 / 100,00   | 0,84 |
|                         | Coligação Democrática Unitária    | 128    | 1,33 / 100,00   | 0,86 |
|                         | Partido da Solidariedade Nacional | 104    | 1,08 / 100,00   | Novo |
|                         | Outros                            | 170    | 1,77 / 100,00   |      |
| Votos Inválidos         | Votos Inválidos                   | 216    | 2,24 / 100,00   | 0,79 |
| Total                   | Total                             | 9 613  | 100,00 / 100,00 |      |
| Eleitorado/Participação | Eleitorado/Participação           | 16 082 | 59,77 / 100,00  | 5,84 |

### Cinfães
| Partido                 | Partido                           | Votos  | %               | +/-  |
| ----------------------- | --------------------------------- | ------ | --------------- | ---- |
|                         | Partido Social Democrata          | 8 317  | 68,51 / 100,00  | 5,86 |
|                         | Partido Socialista                | 2 455  | 20,22 / 100,00  | 0,14 |
|                         | Centro Democrático e Social       | 468    | 3,86 / 100,00   | 0,90 |
|                         | Coligação Democrática Unitária    | 249    | 2,05 / 100,00   | 0,58 |
|                         | Partido da Solidariedade Nacional | 129    | 1,06 / 100,00   | Novo |
|                         | Outros                            | 284    | 2,34 / 100,00   |      |
| Votos Inválidos         | Votos Inválidos                   | 237    | 1,96 / 100,00   | 1,15 |
| Total                   | Total                             | 12 139 | 100,00 / 100,00 |      |
| Eleitorado/Participação | Eleitorado/Participação           | 20 042 | 60,57 / 100,00  | 8,52 |

### Lamego
| Partido                 | Partido                           | Votos  | %               | +/-  |
| ----------------------- | --------------------------------- | ------ | --------------- | ---- |
|                         | Partido Social Democrata          | 10 460 | 62,43 / 100,00  | 0,31 |
|                         | Partido Socialista                | 3 956  | 23,61 / 100,00  | 5,00 |
|                         | Centro Democrático e Social       | 974    | 5,81 / 100,00   | 0,81 |
|                         | Coligação Democrática Unitária    | 531    | 3,17 / 100,00   | 1,66 |
|                         | Partido da Solidariedade Nacional | 189    | 1,13 / 100,00   | Novo |
|                         | Outros                            | 308    | 1,84 / 100,00   |      |
| Votos Inválidos         | Votos Inválidos                   | 338    | 2,02 / 100,00   | 0,40 |
| Total                   | Total                             | 16 756 | 100,00 / 100,00 |      |
| Eleitorado/Participação | Eleitorado/Participação           | 25 334 | 66,14 / 100,00  | 4,94 |

### Mangualde
| Partido                 | Partido                           | Votos  | %               | +/-  |
| ----------------------- | --------------------------------- | ------ | --------------- | ---- |
|                         | Partido Social Democrata          | 6 762  | 59,17 / 100,00  | 2,25 |
|                         | Partido Socialista                | 3 307  | 28,94 / 100,00  | 5,55 |
|                         | Centro Democrático e Social       | 468    | 4,09 / 100,00   | 1,73 |
|                         | Coligação Democrática Unitária    | 251    | 2,20 / 100,00   | 1,21 |
|                         | Partido da Solidariedade Nacional | 171    | 1,50 / 100,00   | Novo |
|                         | Outros                            | 198    | 1,73 / 100,00   |      |
| Votos Inválidos         | Votos Inválidos                   | 272    | 2,38 / 100,00   | 0,56 |
| Total                   | Total                             | 11 429 | 100,00 / 100,00 |      |
| Eleitorado/Participação | Eleitorado/Participação           | 18 191 | 62,83 / 100,00  | 2,60 |

### Moimenta da Beira
| Partido                 | Partido                           | Votos  | %               | +/-  |
| ----------------------- | --------------------------------- | ------ | --------------- | ---- |
|                         | Partido Social Democrata          | 3 808  | 62,73 / 100,00  | 0,69 |
|                         | Partido Socialista                | 1 167  | 19,23 / 100,00  | 3,88 |
|                         | Centro Democrático e Social       | 619    | 10,20 / 100,00  | 0,19 |
|                         | Coligação Democrática Unitária    | 180    | 2,97 / 100,00   | 0,93 |
|                         | Partido da Solidariedade Nacional | 70     | 1,15 / 100,00   | Novo |
|                         | Outros                            | 126    | 2,07 / 100,00   |      |
| Votos Inválidos         | Votos Inválidos                   | 100    | 1,65 / 100,00   | 1,49 |
| Total                   | Total                             | 6 070  | 100,00 / 100,00 |      |
| Eleitorado/Participação | Eleitorado/Participação           | 10 530 | 57,64 / 100,00  | 9,05 |

### Mortágua
| Partido                 | Partido                        | Votos | %               | +/-  |
| ----------------------- | ------------------------------ | ----- | --------------- | ---- |
|                         | Partido Social Democrata       | 3 421 | 63,58 / 100,00  | 1,97 |
|                         | Partido Socialista             | 1 465 | 27,23 / 100,00  | 2,55 |
|                         | Centro Democrático e Social    | 138   | 2,56 / 100,00   | 0,84 |
|                         | Coligação Democrática Unitária | 104   | 1,93 / 100,00   | 0,97 |
|                         | Outros                         | 128   | 2,37 / 100,00   |      |
| Votos Inválidos         | Votos Inválidos                | 125   | 2,33 / 100,00   | 0,77 |
| Total                   | Total                          | 5 381 | 100,00 / 100,00 |      |
| Eleitorado/Participação | Eleitorado/Participação        | 9 521 | 56,52 / 100,00  | 6,40 |

### Nelas
| Partido                 | Partido                           | Votos  | %               | +/-  |
| ----------------------- | --------------------------------- | ------ | --------------- | ---- |
|                         | Partido Social Democrata          | 4 717  | 57,99 / 100,00  | 2,95 |
|                         | Partido Socialista                | 2 486  | 30,56 / 100,00  | 3,72 |
|                         | Centro Democrático e Social       | 309    | 3,80 / 100,00   | 1,22 |
|                         | Coligação Democrática Unitária    | 178    | 2,19 / 100,00   | 1,92 |
|                         | Partido da Solidariedade Nacional | 134    | 1,65 / 100,00   | Novo |
|                         | Outros                            | 121    | 1,49 / 100,00   |      |
| Votos Inválidos         | Votos Inválidos                   | 189    | 2,32 / 100,00   | 0,47 |
| Total                   | Total                             | 8 134  | 100,00 / 100,00 |      |
| Eleitorado/Participação | Eleitorado/Participação           | 12 549 | 64,82 / 100,00  | 4,12 |

### Oliveira de Frades
| Partido                 | Partido                           | Votos | %               | +/-  |
| ----------------------- | --------------------------------- | ----- | --------------- | ---- |
|                         | Partido Social Democrata          | 4 238 | 68,77 / 100,00  | 0,41 |
|                         | Partido Socialista                | 1 034 | 16,78 / 100,00  | 1,70 |
|                         | Centro Democrático e Social       | 510   | 8,28 / 100,00   | 1,48 |
|                         | Coligação Democrática Unitária    | 101   | 1,64 / 100,00   | 0,12 |
|                         | Partido da Solidariedade Nacional | 76    | 1,23 / 100,00   | Novo |
|                         | Outros                            | 100   | 1,59 / 100,00   |      |
| Votos Inválidos         | Votos Inválidos                   | 104   | 1,68 / 100,00   | 0,87 |
| Total                   | Total                             | 6 163 | 100,00 / 100,00 |      |
| Eleitorado/Participação | Eleitorado/Participação           | 8 502 | 72,49 / 100,00  | 5,65 |

### Penalva do Castelo
| Partido                 | Partido                           | Votos | %               | +/-  |
| ----------------------- | --------------------------------- | ----- | --------------- | ---- |
|                         | Partido Social Democrata          | 3 311 | 66,19 / 100,00  | 1,60 |
|                         | Partido Socialista                | 1 043 | 20,85 / 100,00  | 3,74 |
|                         | Centro Democrático e Social       | 310   | 6,20 / 100,00   | 1,19 |
|                         | Partido da Solidariedade Nacional | 65    | 1,30 / 100,00   | Novo |
|                         | Coligação Democrática Unitária    | 61    | 1,22 / 100,00   | 0,59 |
|                         | Outros                            | 101   | 2,02 / 100,00   |      |
| Votos Inválidos         | Votos Inválidos                   | 111   | 2,22 / 100,00   | 1,16 |
| Total                   | Total                             | 5 002 | 100,00 / 100,00 |      |
| Eleitorado/Participação | Eleitorado/Participação           | 8 308 | 60,21 / 100,00  | 4,83 |

### Penedono
| Partido                 | Partido                           | Votos | %               | +/-  |
| ----------------------- | --------------------------------- | ----- | --------------- | ---- |
|                         | Partido Social Democrata          | 1 175 | 61,91 / 100,00  | 2,80 |
|                         | Partido Socialista                | 433   | 22,81 / 100,00  | 5,42 |
|                         | Centro Democrático e Social       | 98    | 5,16 / 100,00   | 0,36 |
|                         | Coligação Democrática Unitária    | 56    | 2,95 / 100,00   | 0,83 |
|                         | Partido da Solidariedade Nacional | 25    | 1,32 / 100,00   | Novo |
|                         | Outros                            | 47    | 2,48 / 100,00   |      |
| Votos Inválidos         | Votos Inválidos                   | 64    | 3,37 / 100,00   | 0,80 |
| Total                   | Total                             | 1 898 | 100,00 / 100,00 |      |
| Eleitorado/Participação | Eleitorado/Participação           | 3 334 | 56,93 / 100,00  | 6,00 |

### Resende
| Partido                 | Partido                           | Votos  | %               | +/-  |
| ----------------------- | --------------------------------- | ------ | --------------- | ---- |
|                         | Partido Social Democrata          | 5 039  | 68,71 / 100,00  | 1,67 |
|                         | Partido Socialista                | 1 534  | 20,92 / 100,00  | 1,65 |
|                         | Centro Democrático e Social       | 211    | 2,88 / 100,00   | 0,32 |
|                         | Coligação Democrática Unitária    | 125    | 1,70 / 100,00   | 0,33 |
|                         | Partido da Solidariedade Nacional | 86     | 1,17 / 100,00   | Novo |
|                         | Outros                            | 157    | 2,15 / 100,00   |      |
| Votos Inválidos         | Votos Inválidos                   | 182    | 2,48 / 100,00   | 0,30 |
| Total                   | Total                             | 7 334  | 100,00 / 100,00 |      |
| Eleitorado/Participação | Eleitorado/Participação           | 11 698 | 62,69 / 100,00  | 5,29 |

### Santa Comba Dão
| Partido                 | Partido                           | Votos  | %               | +/-  |
| ----------------------- | --------------------------------- | ------ | --------------- | ---- |
|                         | Partido Social Democrata          | 5 075  | 67,31 / 100,00  | 1,39 |
|                         | Partido Socialista                | 1 696  | 22,49 / 100,00  | 4,08 |
|                         | Centro Democrático e Social       | 235    | 3,12 / 100,00   | 0,84 |
|                         | Partido da Solidariedade Nacional | 140    | 1,86 / 100,00   | Novo |
|                         | Outros                            | 210    | 2,79 / 100,00   |      |
| Votos Inválidos         | Votos Inválidos                   | 184    | 2,44 / 100,00   | 0,47 |
| Total                   | Total                             | 7 540  | 100,00 / 100,00 |      |
| Eleitorado/Participação | Eleitorado/Participação           | 11 089 | 68,00 / 100,00  | 5,31 |

### São João da Pesqueira
| Partido                 | Partido                           | Votos | %               | +/-  |
| ----------------------- | --------------------------------- | ----- | --------------- | ---- |
|                         | Partido Social Democrata          | 2 731 | 60,91 / 100,00  | 0,11 |
|                         | Partido Socialista                | 1 075 | 23,97 / 100,00  | 6,81 |
|                         | Centro Democrático e Social       | 247   | 5,51 / 100,00   | 1,61 |
|                         | Coligação Democrática Unitária    | 135   | 3,01 / 100,00   | 1,35 |
|                         | Partido da Solidariedade Nacional | 54    | 1,20 / 100,00   | Novo |
|                         | Outros                            | 129   | 2,88 / 100,00   |      |
| Votos Inválidos         | Votos Inválidos                   | 113   | 2,52 / 100,00   | 1,44 |
| Total                   | Total                             | 4 484 | 100,00 / 100,00 |      |
| Eleitorado/Participação | Eleitorado/Participação           | 7 842 | 57,18 / 100,00  | 5,71 |

### São Pedro do Sul
| Partido                 | Partido                           | Votos  | %               | +/-  |
| ----------------------- | --------------------------------- | ------ | --------------- | ---- |
|                         | Partido Social Democrata          | 6 574  | 60,02 / 100,00  | 4,30 |
|                         | Partido Socialista                | 2 846  | 25,98 / 100,00  | 4,22 |
|                         | Centro Democrático e Social       | 525    | 4,79 / 100,00   | 2,52 |
|                         | Coligação Democrática Unitária    | 339    | 3,10 / 100,00   | 1,37 |
|                         | Partido da Solidariedade Nacional | 144    | 1,31 / 100,00   | Novo |
|                         | Outros                            | 241    | 2,20 / 100,00   |      |
| Votos Inválidos         | Votos Inválidos                   | 284    | 2,60 / 100,00   | 0,82 |
| Total                   | Total                             | 10 953 | 100,00 / 100,00 |      |
| Eleitorado/Participação | Eleitorado/Participação           | 17 302 | 63,30 / 100,00  | 4,80 |

### Sátão
| Partido                 | Partido                     | Votos  | %               | +/-  |
| ----------------------- | --------------------------- | ------ | --------------- | ---- |
|                         | Partido Social Democrata    | 4 658  | 66,45 / 100,00  | 1,07 |
|                         | Partido Socialista          | 1 033  | 14,74 / 100,00  | 3,04 |
|                         | Centro Democrático e Social | 964    | 13,75 / 100,00  | 2,04 |
|                         | Outros                      | 218    | 3,10 / 100,00   |      |
| Votos Inválidos         | Votos Inválidos             | 137    | 1,95 / 100,00   | 0,72 |
| Total                   | Total                       | 7 010  | 100,00 / 100,00 |      |
| Eleitorado/Participação | Eleitorado/Participação     | 11 871 | 59,05 / 100,00  | 7,43 |

### Sernancelhe
| Partido                 | Partido                        | Votos | %               | +/-  |
| ----------------------- | ------------------------------ | ----- | --------------- | ---- |
|                         | Partido Social Democrata       | 2 335 | 63,57 / 100,00  | 3,06 |
|                         | Partido Socialista             | 592   | 16,12 / 100,00  | 1,58 |
|                         | Centro Democrático e Social    | 542   | 14,76 / 100,00  | 1,15 |
|                         | Coligação Democrática Unitária | 37    | 1,01 / 100,00   | 0,23 |
|                         | Outros                         | 91    | 2,48 / 100,00   |      |
| Votos Inválidos         | Votos Inválidos                | 76    | 2,07 / 100,00   | 1,13 |
| Total                   | Total                          | 3 673 | 100,00 / 100,00 |      |
| Eleitorado/Participação | Eleitorado/Participação        | 6 019 | 61,02 / 100,00  | 6,51 |

### Tabuaço
| Partido                 | Partido                           | Votos | %               | +/-  |
| ----------------------- | --------------------------------- | ----- | --------------- | ---- |
|                         | Partido Social Democrata          | 2 735 | 62,34 / 100,00  | 0,13 |
|                         | Partido Socialista                | 851   | 19,40 / 100,00  | 7,88 |
|                         | Centro Democrático e Social       | 499   | 11,37 / 100,00  | 3,55 |
|                         | Coligação Democrática Unitária    | 60    | 1,37 / 100,00   | 0,84 |
|                         | Partido da Solidariedade Nacional | 58    | 1,32 / 100,00   | Novo |
|                         | Outros                            | 103   | 2,34 / 100,00   |      |
| Votos Inválidos         | Votos Inválidos                   | 81    | 1,84 / 100,00   | 1,75 |
| Total                   | Total                             | 4 387 | 100,00 / 100,00 |      |
| Eleitorado/Participação | Eleitorado/Participação           | 6 556 | 66,92 / 100,00  | 4,89 |

### Tarouca
| Partido                 | Partido                           | Votos | %               | +/-  |
| ----------------------- | --------------------------------- | ----- | --------------- | ---- |
|                         | Partido Social Democrata          | 2 628 | 69,29 / 100,00  | 0,01 |
|                         | Partido Socialista                | 513   | 13,52 / 100,00  | 5,42 |
|                         | Centro Democrático e Social       | 244   | 6,43 / 100,00   | 0,77 |
|                         | Coligação Democrática Unitária    | 173   | 4,56 / 100,00   | 1,75 |
|                         | Partido da Solidariedade Nacional | 50    | 1,32 / 100,00   | Novo |
|                         | Outros                            | 102   | 2,69 / 100,00   |      |
| Votos Inválidos         | Votos Inválidos                   | 83    | 2,19 / 100,00   | 1,51 |
| Total                   | Total                             | 3 793 | 100,00 / 100,00 |      |
| Eleitorado/Participação | Eleitorado/Participação           | 6 818 | 55,63 / 100,00  | 8,34 |

### Tondela
| Partido                 | Partido                           | Votos  | %               | +/-  |
| ----------------------- | --------------------------------- | ------ | --------------- | ---- |
|                         | Partido Social Democrata          | 12 765 | 67,27 / 100,00  | 4,27 |
|                         | Partido Socialista                | 3 565  | 18,79 / 100,00  | 2,38 |
|                         | Centro Democrático e Social       | 1 368  | 7,21 / 100,00   | 0,68 |
|                         | Coligação Democrática Unitária    | 307    | 1,62 / 100,00   | 0,65 |
|                         | Partido da Solidariedade Nacional | 287    | 1,51 / 100,00   | Novo |
|                         | Outros                            | 303    | 1,60 / 100,00   |      |
| Votos Inválidos         | Votos Inválidos                   | 382    | 2,01 / 100,00   | 0,65 |
| Total                   | Total                             | 18 977 | 100,00 / 100,00 |      |
| Eleitorado/Participação | Eleitorado/Participação           | 28 982 | 65,48 / 100,00  | 6,75 |

### Vila Nova de Paiva
| Partido                 | Partido                        | Votos | %               | +/-  |
| ----------------------- | ------------------------------ | ----- | --------------- | ---- |
|                         | Partido Social Democrata       | 2 154 | 66,36 / 100,00  | 2,04 |
|                         | Partido Socialista             | 473   | 14,57 / 100,00  | 5,13 |
|                         | Centro Democrático e Social    | 369   | 11,37 / 100,00  | 0,06 |
|                         | Coligação Democrática Unitária | 38    | 1,17 / 100,00   | 0,05 |
|                         | Outros                         | 100   | 3,08 / 100,00   |      |
| Votos Inválidos         | Votos Inválidos                | 112   | 3,45 / 100,00   | 1,01 |
| Total                   | Total                          | 3 246 | 100,00 / 100,00 |      |
| Eleitorado/Participação | Eleitorado/Participação        | 5 371 | 60,44 / 100,00  | 4,45 |

### Viseu
| Partido                 | Partido                           | Votos  | %               | +/-  |
| ----------------------- | --------------------------------- | ------ | --------------- | ---- |
|                         | Partido Social Democrata          | 28 935 | 61,25 / 100,00  | 4,24 |
|                         | Partido Socialista                | 11 834 | 25,05 / 100,00  | 6,59 |
|                         | Centro Democrático e Social       | 3 165  | 6,70 / 100,00   | 0,05 |
|                         | Coligação Democrática Unitária    | 846    | 1,79 / 100,00   | 0,71 |
|                         | Partido da Solidariedade Nacional | 740    | 1,57 / 100,00   | Novo |
|                         | Outros                            | 781    | 1,66 / 100,00   |      |
| Votos Inválidos         | Votos Inválidos                   | 936    | 1,98 / 100,00   | 0,36 |
| Total                   | Total                             | 47 237 | 100,00 / 100,00 |      |
| Eleitorado/Participação | Eleitorado/Participação           | 71 219 | 66,33 / 100,00  | 5,74 |

### Vouzela
| Partido                 | Partido                           | Votos  | %               | +/-  |
| ----------------------- | --------------------------------- | ------ | --------------- | ---- |
|                         | Partido Social Democrata          | 4 800  | 68,10 / 100,00  | 2,99 |
|                         | Partido Socialista                | 1 407  | 19,96 / 100,00  | 1,10 |
|                         | Centro Democrático e Social       | 344    | 4,88 / 100,00   | 1,72 |
|                         | Coligação Democrática Unitária    | 160    | 2,27 / 100,00   | 0,27 |
|                         | Partido da Solidariedade Nacional | 89     | 1,26 / 100,00   | Novo |
|                         | Outros                            | 113    | 1,61 / 100,00   |      |
| Votos Inválidos         | Votos Inválidos                   | 135    | 1,92 / 100,00   | 0,37 |
| Total                   | Total                             | 7 048  | 100,00 / 100,00 |      |
| Eleitorado/Participação | Eleitorado/Participação           | 10 757 | 65,52 / 100,00  | 7,36 |